# Ringipleura
Ringipleura è una subterclasse di molluschi gasteropodi dell'infraclasse Euthyneura.

## Tassonomia
Un recente studio di filogenetica molecolare (Kano et. al., 2016) ha inaspettatamente dimostrato uno stretto legame filogenetico tra i ringiculidi, una famiglia di piccoli gasteropodi marini dotati di conchiglia, a lungo erroneamente attribuita all'ordine Cephalaspidea, e gli altamente dissimili Nudipleura, taxon a cui appartengono i variopinti nudibranchi. I due raggruppamenti sono stati pertanto accomunati in un nuovo taxon, denominato Ringipleura, attualmente considerato come una delle tre subterclassi (assieme ad Acteonimorpha e Tectipleura) in cui è suddivisa l'infraclasse Euthyneura.
La subterclasse Ringipleura comprende pertanto due superordini:
- Superordine Ringiculimorpha
  - Superfamiglia Ringiculoidea Philippi, 1853
- Superordine Nudipleura
  - Ordine Nudibranchia
    - Sottordine Cladobranchia
      - Superfamiglia Aeolidioidea Gray, 1827
      - Superfamiglia Arminoidea Iredale & O'Donoghue, 1923 (1841)
      - Superfamiglia Dendronotoidea Allman, 1845
      - Superfamiglia Doridoxoidea Bergh, 1899
      - Superfamiglia Fionoidea Gray, 1857
      - Superfamiglia Proctonotoidea Gray, 1853
      - Superfamiglia Tritonioidea Lamarck, 1809

    - Sottordine Doridina
      - Infraordine Bathydoridoidei
        - Superfamiglia Bathydoridoidea Bergh, 1891

      - Infraordine Doridoidei
        - Superfamiglia Chromodoridoidea Bergh, 1891
        - Superfamiglia Doridoidea Rafinesque, 1815
        - Superfamiglia Onchidoridoidea Gray, 1827
        - Superfamiglia Phyllidioidea Rafinesque, 1814
        - Superfamiglia Polyceroidea Alder & Hancock, 1845

  - Ordine Pleurobranchida
    - Superfamiglia Pleurobranchoidea Gray, 1827